# Pedro Perino
Pedro Perino, né le 27 mai 2005 à Maputo, est un pilote automobile luso-mozambicain. En 2024, il évolue avec l'équipe Inter Europol Competition en European Le Mans Series.

## Biographie

### Monoplace
Après avoir effectué des tests en Formule 4 à Cremona fin 2020, le Mozambicain fait ses débuts en sport automobile avec DR Formula RP Motorsport lors de la dernière manche du Championnat d'Italie de Formule 4,. Perino effectue d'autres tests en Formule 4 en décembre pour se préparer à une participation complète au championnat italien. Cette année-là, il s'engage également en karting, roulant pour KR Motorsport dans la catégorie OK des championnats d'Europe et du Monde.
La saison suivante, le Mozambicain reste chez DR Formula en championnat d'Italie de Formule 4 à temps plein. Cependant, un début de saison décevant l'amène à rejoindre l'écurie allemande US Racing, avec laquelle il obtient son meilleur résultat en terminant dixième au Red Bull Ring.
Perino revient chez US Racing pour la saison 2022, où il fait équipe avec Alex Dunne, Kacper Sztuka, Nikhil Bohra et Marcus Amand,. Il termine sixième lors de la première course à Monza, marquant un point. Il devient le premier pilote africain à marquer des points, ce qui le place 19e du championnat,.

### Endurance
En 2023, Perino rejoint DKR Engineering dans la catégorie LMP3 de l'European Le Mans Series ,,. Il décroche son premier podium lors des 4 Heures de l'Algarve 2023, avec une troisième place. Il termine de nouveau troisième lors de la dernière manche de la saison, aux 4 Heures de Portimão 2023. Avec deux podiums à la fin de l'année, Perino et ses coéquipiers, James Winslow et Alexander Bukhantsov, terminent sixième du championnat.
La même année, il participe à une course du championnat de Prototype Cup allemand, avec la même écurie.
En 2024, Perino rejoint avec Bukhantsov l'équipe Inter Europol Competition pour s'associer à Kai Askey. Ils terminent troisième des 4 Heures du Mugello 2024. Il participe aussi à l'Ultimate Cup Series aux côtés de Romain Favre et Dane Arendsen. Au Paul-Ricard, il termine quatrième au général et deuxième de sa catégorie.

## Résultats en Karting
| Saison    | Championnat                                | Ecurie                   | Position |
| --------- | ------------------------------------------ | ------------------------ | -------- |
| 2019      | IAME Winter Cup — X30 Junior               | Monlau Competición Spain | NC       |
| 2019      | Campeonato de Portugal de Karting — Junior |                          | 7e       |
| 2019      | CIK-FIA Academy Trophy                     | Perino, João             | 47e      |
| 2020      | IAME Winter Cup — X30 Senior               | Cabo Junior Team         | NC       |
| 2020      | Campeonato de Portugal de Karting — X30    | Cabo Junior Team         | 12e      |
| 2020      | WSK Euro Series — OK                       | KR Motorsport Srl        | 52e      |
| 2020      | Champions of the Future — OK               | KR Motorsport Srl        | NC       |
| 2020      | CIK-FIA European Championship — OK         | KR Motorsport Srl        | 42e      |
| 2020      | CIK-FIA World Championship — OK            | KR Motorsport Srl        | 55e      |
| Sources,: |                                            |                          |          |

## Résultats en carrière

### Sommaire des résultats en carrière
| Saison | Championnat                          | Ecuries                   | Courses | Vic. | Poles | M/Tours | Podiums | Points | Position |
| ------ | ------------------------------------ | ------------------------- | ------- | ---- | ----- | ------- | ------- | ------ | -------- |
| 2020   | Championnat d'Italie de formule 4    | DR Formula RP Motorsport  | 2       | 0    | 0     | 0       | 0       | 0      | 44e      |
| 2021   | Championnat d'Italie de formule 4    | DR Formula RP Motorsport  | 12      | 0    | 0     | 0       | 0       | 1      | 33e      |
| 2021   | Championnat d'Italie de formule 4    | US Racing                 | 9       | 0    | 0     | 0       | 0       | 1      | 33e      |
| 2022   | Championnat d'Italie de formule 4    | US Racing                 | 20      | 0    | 0     | 0       | 0       | 8      | 19e      |
| 2022   | Championnat d'Allemagne de Formule 4 | US Racing                 | 3       | 0    | 0     | 0       | 0       | 0      | NC†      |
| 2023   | European Le Mans Series - LMP3       | DKR Engineering           | 6       | 0    | 0     | 0       | 2       | 51     | 6e       |
| 2023   | Le Mans Cup - LMP3                   | DKR Engineering           |         |      |       |         |         |        |          |
| 2023   | Prototype Cup Allemagne              | DKR Engineering           | 2       | 0    | 0     | 0       | 0       | 0      | NC†      |
| 2023   | Ultimate Cup Series - Proto P3       | TS Corse                  | 1       | 0    | 0     | 0       | 0       | 24     | 15e      |
| 2024   | European Le Mans Series - LMP3       | Inter Europol Competition | 6       | 0    | 0     | 0       | 1       | 10     | 20e      |
| 2024   | Prototype Winter Series - Class 3    | Inter Europol Competition | 1       | 0    | 1     | 0       | 1       | 7.86   | 13e      |
| 2024   | Ultimate Cup Series - Proto P3       | Inter Europol Competition | 5       | 2    | 2     | 0       | 4       | 95     | 3e       |

† En tant que pilote invité, il est inéligible pour scorer des points
* Saison en cours

### European Le Mans Series
(Les courses en gras indiquent une pole position) (Les courses en Italiques indiquent un meilleur tour)
| Saison | Ecurie                    | Catégorie | Chassis            | Moteur                | 1      | 2       | 3     | 4     | 5     | 6       | Classement | Points |
| ------ | ------------------------- | --------- | ------------------ | --------------------- | ------ | ------- | ----- | ----- | ----- | ------- | ---------- | ------ |
| 2023   | DKR Engineering           | LMP3      | Duqueine M30 - D08 | Nissan VK56DE 5.6L V8 | CAT 10 | LEC 5   | ARA 8 | SPA 7 | PRT 3 | ALG 3   | 6e         | 51     |
| 2024   | Inter Europol Competition | LMP3      | Ligier JS P320     | Nissan VK56DE 5.6L V8 | CAT 6  | LEC Ret | IMO 9 | SPA 9 | MUG 3 | ALG Ret | 20e        | 10     |

* Saison en cours